# Grande Chartreuse

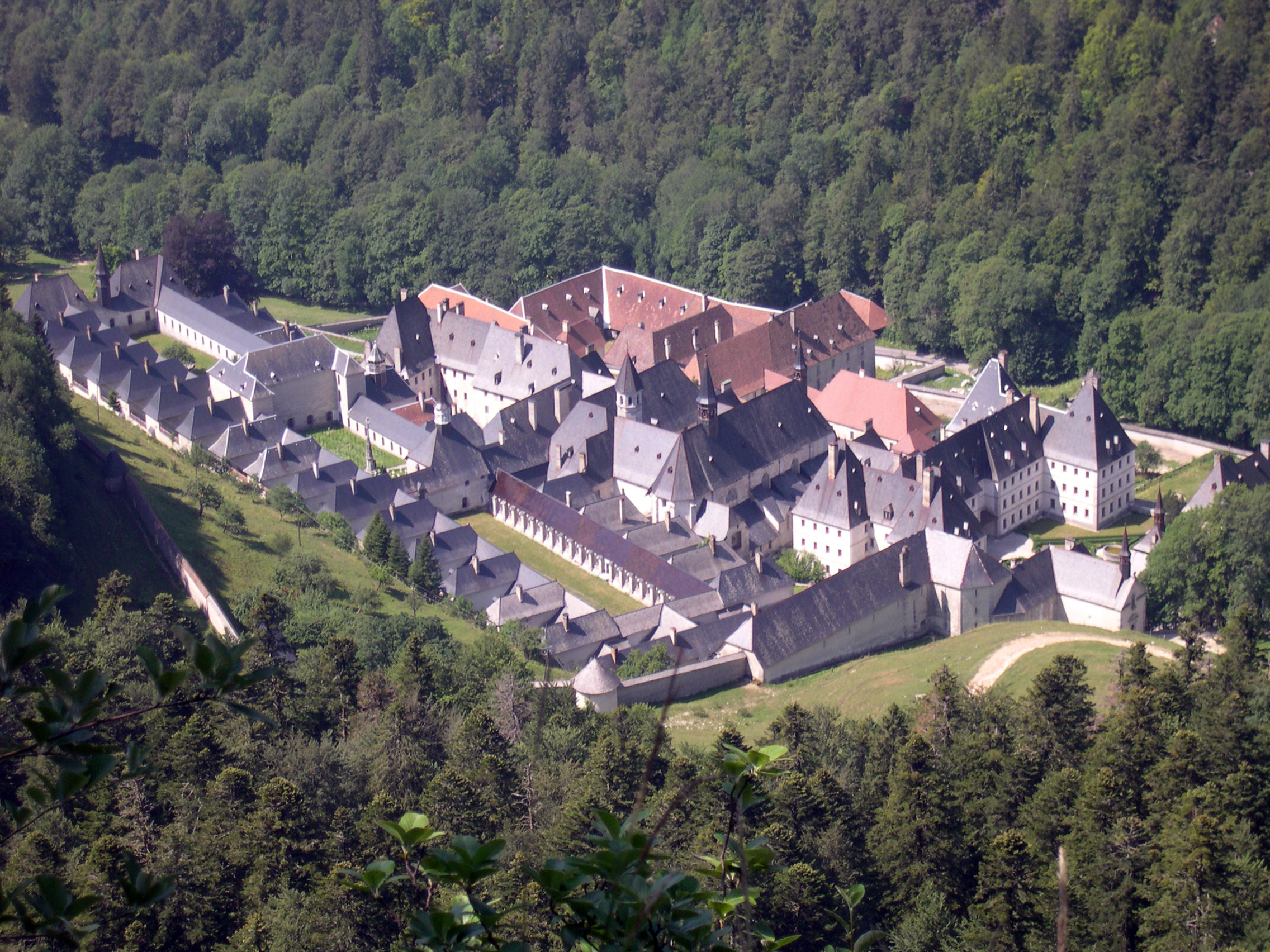
Grande Chartreuse

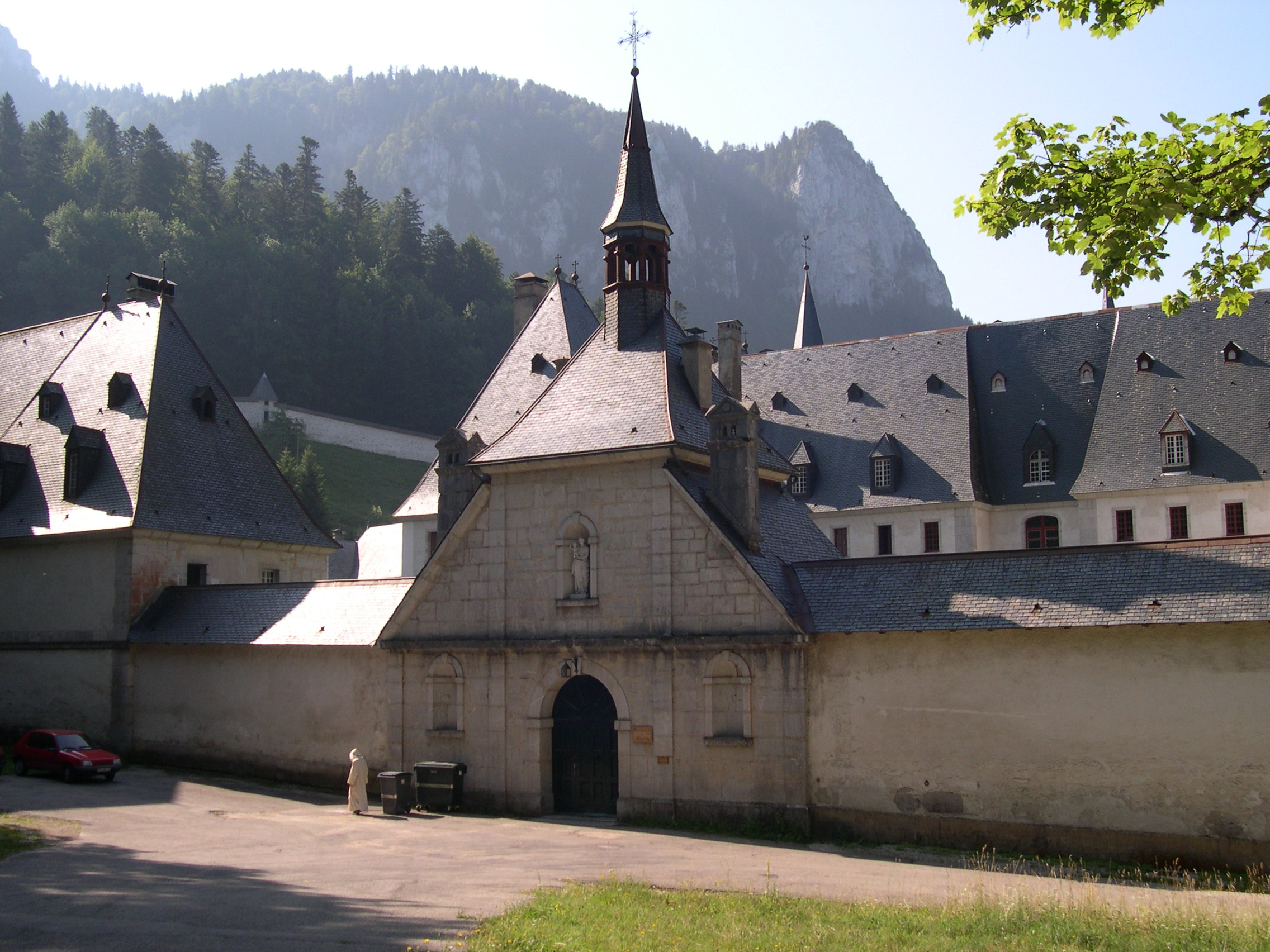
De toegang tot het klooster

De Grande Chartreuse is het moederhuis en het eerste klooster van de orde van de Kartuizers. Het klooster ligt in de gemeente Saint-Pierre-de-Chartreuse, midden in de Chartreuse aan de voet van de Grand Som, op ongeveer twintig kilometer ten noorden van de stad Grenoble in Frankrijk. Het klooster is niet te bezoeken. Wel is er op twee kilometer afstand een museum, gewijd aan de Kartuizers en het klooster.
Het klooster werd in 1084 gesticht door de Duitse heilige Bruno van Keulen. De naam Grande Chartreuse verwees ofwel naar het dorp Saint-Pierre-de-Chartreuse ofwel naar de streek Chartreuse. Via het klooster staat de naam Chartreuse nu ook voor de Kartuizerorde, de chartreuse-likeur en de groengele kleur van deze likeur (RGB (127, 255, 0)).
Het tegenwoordige gebouwencomplex dateert uit ca. 1676. De productie van chartreuse-likeur is de belangrijkste bron van inkomsten voor het klooster. De sterk alcoholische drank (55% vol) wordt onder de supervisie van de monniken geproduceerd in Voiron, aan de rand van het Chartreuse-massief.
Op 29 april 1903 werden de monniken gewapenderhand uit hun klooster verjaagd door het antiklerikale regime van Emile Combes. De gemeenschap moest naar Italië vluchten en kon pas in 1940 terugkeren en namen op 21 juni opnieuw bezit van de gebouwen. 
Van 1997 tot 2012 was de Nederlander Dom Marcellin Theeuwes prior van het klooster. Bij hoge uitzondering liet hij af en toe een camera toe in het meestal hermetisch afgesloten klooster. Zo liet hij zich in 2004 interviewen door Leo Fijen in de Kloosterserie van de KRO en verscheen in 2005 de documentairefilm Die große Stille van de Duitse regisseur Philip Gröning, over het leven van de monniken in het klooster.